# Marianne Lindner
Marianne Lindner, geborene Lang (* 11. Dezember 1922 in Bad Blankenburg; † 24. November 2016 in Gmund am Tegernsee), war eine deutsche Volksschauspielerin.

## Leben
Marianne Lang, Tochter eines Schuhhändlers, wuchs bis zu ihrem 18. Lebensjahr in Thüringen auf. Nach der mittleren Reife absolvierte sie eine dreijährige kaufmännische Lehre. Als Sekretärin kam sie nach Bayern und nahm Schauspielunterricht bei Fritz Haneke in Salzburg und Nestor Lampert in München. 1942 gab sie ihr Debüt am Oberstdorfer Bauerntheater. Von 1948 bis 1968 leitete sie zusammen mit Siegfried Lindner die „Siegfried-Lindner-Bühne“. Lindner, den sie 1951 heiratete, war Marianne Langs zweiter Ehemann.
Im Jahr 1961 gab ihr Olf Fischer in dem Bauernschwank Die drei Eisbären beim Komödienstadel die Rolle der tyrannischen Haslocherin, womit ihr der endgültige Durchbruch gelang. Etwa 20 Komödienstadel folgten und machten Marianne Lindner populär. Sie verkörperte in ihren Rollen die temperamentvolle „Beißzange“ mit der spitzen Zunge. Neben ihren zahlreichen Gastspielen auf den Theaterbühnen von München (Theater Rechts der Isar, Münchner Kammerspiele) wirkte die Schauspielerin auch immer wieder an Filmen und Fernsehreihen mit. Sie war u. a. in den Serien Königlich Bayerisches Amtsgericht, Der Alte, Familie Meier, Irgendwie und Sowieso, Marienhof, Peter Steiners Theaterstadl und Der Bulle von Tölz zu sehen. 1983 spielte sie an der Seite von Gerhard Polt und Gisela Schneeberger in der Komödie Kehraus.
Nach ihrem 80. Geburtstag im Jahr 2002 zog sich Marianne Lindner in den Ruhestand zurück. 2008 jedoch kehrte sie zum Fernsehen zurück und spielte in der Serie Zur Sache, Lena und in Mein Gott, Anna. Seit 1964 war sie auch als Hörspielsprecherin beim Bayerischen Rundfunk tätig. Auch hier war sie überwiegend in bayerischen Volksstücken zu hören. Dabei arbeitete sie mit denselben Leuten zusammen, mit denen sie auch in den Fernsehaufzeichnungen zu sehen war.
Die Mutter von zwei Töchtern war seit 1971 geschieden. Sie lebte bis zu ihrem Tod in Gmund am Tegernsee.

## Filmografie
- 1961–2007: Der Komödienstadel
  - 1961: Die drei Eisbären
  - 1962: Graf Schorschi
  - 1963: Der Geisterbräu
  - 1964: Die Tochter des Bombardon
  - 1964: Wenn der Hahn kräht
  - 1965: Die Stadterhebung
  - 1967: Der verkaufte Großvater
  - 1970: Der Ehrengast
  - 1970: Alles für die Katz
  - 1971: Der Ehestreik
  - 1972: Josef Filser
  - 1973: Die kleine Welt
  - 1973: Die drei Eisbären
  - 1973: Die drei Dorfheiligen
  - 1974: Das sündige Dorf
  - 1976: Die Generalprobe
  - 1976: Graf Schorschi
  - 1977: St. Pauli in St. Peter
  - 1978: Der ledige Hof
  - 1987: Der Doppelselbstmord
  - 1990: Die hölzerne Jungfrau
  - 2007: Der Fischerkrieg vom Chiemsee
- 1966: Das sündige Dorf
- 1966: Boni (Fernsehfilm)
- 1968: Altaich (Fernsehfilm)
- 1969: Der Attentäter (Fernsehfilm)
- 1969–1970: Kapitän Harmsen (Fernsehserie, 13 Episoden)
- 1970: Königlich Bayerisches Amtsgericht (Fernsehserie, 1 Episode)
- 1971: Herzlich unwillkommen (Fernsehfilm)
- 1972: Fettaugen – Eine Idylle aus der deutschen Provinz (Fernsehfilm)
- 1972: Josef Filser – Ein lustiges Spiel mit Ludwig Thoma und seinen Gestalten
- 1972: Im bayerischen Stil (Fernsehfilm)
- 1973: Das Familienfest (Fernsehfilm)
- 1976: Ein Mann für Mama (Fernsehfilm)
- 1978: Der Anwalt (Fernsehserie, 1 Folge)
- 1978–2008: Tatort (Fernsehreihe, 4 Folgen)
- 1979: Der Alte (Fernsehserie, 3 Episoden)
- 1979: Die Überführung (Fernsehfilm)
- 1980: Trauer um einen verlorenen Sohn – Szenisches Protokoll eines kurzes Lebens (Fernsehfilm)
- 1981: Die Rumplhanni (Fernsehfilm, 1 Episode)
- 1981: Der Gerichtsvollzieher (Fernsehserie, 1 Episode)
- 1982: Zeit genug (Fernsehserie, 1 Episode)
- 1982: Love Unlimited
- 1983: Kehraus
- 1983: Familie Meier (Fernsehserie, 14 Episoden)
- 1984: Wie im Paradies oder Ein gnadenloser Tag im Leben des Alois B. (Fernsehfilm)
- 1984: Verbotene Hilfe (Fernsehfilm von Liliane Targownik)
- 1984: Oberbayrisches Bauerntheater: Liebe auf den 2. Blick
- 1986: Schafkopfrennen (Fernsehserie, 3 Episoden)
- 1986: Irgendwie und Sowieso (Fernsehserie, Folge Eine von uns)
- 1986: Peter Steiners Theaterstadl: Die Falle (auch als Autorin)
- 1986: Alpenländisches Volkstheater: Er hat Glück mit Monika
- 1986: Bayerische Komödie: Er Der ewige Spitzbua
- 1987: Weißblaue Geschichten (Fernsehserie, 1 Episode)
- 1987: Es geigt sich was (Fernsehfilm)
- 1988: Ein Denkmal wird erschossen (Fernsehfilm)
- 1988: Peter Steiners Theaterstadl: Die Lügenglocke
- 1988–1998: SOKO München (Fernsehserie, 2 Episoden)
- 1991: Moving
- 1991: Löwengrube (Fernsehserie, 1 Episode)
- 1992–1994: Marienhof (Fernsehserie, 29 Episoden)
- 1993: Rußige Zeiten (Fernsehserie, 1 Episode)
- 1995: Air Albatros (Fernsehserie, 1 Episode)
- 1995: Café Meineid (Fernsehserie, 1 Episode)
- 1995: Das Wunschkind
- 1995: Lutz & Hardy (Fernsehserie, 1 Episode)
- 1996: Jägerblut (Fernsehfilm)
- 1997: Harald
- 1996–1997: Der Bulle von Tölz (als Magda Bachmaier, 2 Episoden)
- 1997: Frauenarzt Dr. Markus Merthin (Fernsehserie, 1 Episode)
- 1979–1997: Aktenzeichen XY ungelöst (insgesamt acht Auftritte)
- 1998: Aus heiterem Himmel (Fernsehserie, 1 Episode)
- 1998: Tierarzt Dr. Engel (Fernsehserie, 2 Episoden)
- 1998: Kreuzwege (Fernsehfilm)
- 1998–2001: Chiemgauer Volkstheater
  - 1998: Renn Oma, renn!
  - 1998: A lästiger Bettgesell
  - 1998: Und oben wohnen die Engel
  - 2000: Die Gangsterfalle
  - 2001: A sauberne Welt
- 1999: Pumuckls Abenteuer (Fernsehserie, 1 Episode)
- 2001: Drehkreuz Airport (Fernsehserie, 1 Episode)
- 2001: Tango Americano (Kurzfilm)
- 2002: Sinan Toprak ist der Unbestechliche (Fernsehserie, 1 Episode)
- 2002: Hinterlassenschaften (Fernsehfilm)
- 2007: Da wo die Freundschaft zählt (Fernsehfilm)
- 2008: Zur Sache, Lena! (Fernsehserie, 4 Episoden)
- 2008: Von einer Welt (Kurzfilm)
- 2008: Mein Gott, Anna! (Fernsehfilm)

## Hörspiele
- 1964: Julius Pohl, Emil Vierlinger: Der Komödienstadel: Der Ehestreik (Die Bürgermeisterin) – Regie: Olf Fischer
- 1965: Anton Hamik, Oskar Weber: Der Komödienstadel: Der verkaufte Großvater (Nanni, Ehefrau des Haslingers) – Regie: Olf Fischer
- 1966: Georg Lohmeier: Bayerische Szene: Das Familienfest (Lehrerin) – Regie: Edmund Steinberger
- 1967: Franz Messner: Ein Mädchen mit Klavier – Bearbeitung und Regie: Irene Eckhardt
- 1968: Maximilian Vitus, Oskar Weber: Der Komödienstadel: Das Millionenbett – Regie: Olf Fischer
- 1968: Karl Günther Hufnagel: Bayerische Szene: Die Entscheidung (Maria) – Regie: Edmund Steinberger
- 1969: Franz Schaurer: Der Komödienstadel: Der Steckbrief (Tina, Wastls Frau) – Regie: Olf Fischer
- 1969: August Hinrichs: Der Komödienstadel: Siebzehn und zwei oder Der Postraub (Die Ammerin) – Regie: Olf Fischer
- 1969: Justin Schröder: Auf geht’s beim Schichtl! (1. Münchnerin) – Regie: Olf Fischer (Original-Hörspiel)
- 1969: Fritz Müller-Partenkirchen: Das Gelöbnis (3. Frau und Anna) – Bearbeitung und Regie: Edmund Steinberger
- 1970: August Hinrichs: Der Komödienstadel: Alles für die Katz (Die Mühlenwirtin) – Regie: Olf Fischer
- 1972: Maximilian Vitus, Oskar Weber: Der Komödienstadel: Die drei Eisbären – Regie: Olf Fischer
- 1972: Max Neal, Max Ferner: Der Komödienstadel: Die drei Dorfheiligen. Ein ländlicher Schwank (Urschi, Frau von Simon Hilgermoser) – Regie: Olf Fischer
- 1973: Otto Grünmandl: Menschen von heute (1. Teil). Ein alpenländisches Humanmagazin – Regie: Otto Grünmandl
- 1973: Georg Lohmeier: Bayerische Szene: Die Tochter des Bombardon (Walli, Bombardons Ehefrau) – Regie: Hellmuth Kirchammer
- 1973: Willy Purucker: Bayerische Szene: Ein Abend im bayerischen Stil (Bäuerin) – Regie: Willy Purucker
- 1974: Max Neal, Max Ferner: Aus der weißblauen Truhe: Die Hosenknöpf. Einakter – Regie: Olf Fischer
- 1977: Maria Zierer-Steinmüller: Regina Wieshuber (Mathilde Taschner) – Bearbeitung und Regie: Karl Bogner
- 1978: Elisabeth Wäger-Häusle: Wenn Du mich lieb hast, geht’s (Mutter) – Regie: Ursula Langrock
- 1978: Fritz Meingast: Bayerische Szene: Die Heimkehr der Afra Birmbeck (Sophie Solseder) – Regie: Hans Eichleiter
- 1979: Marieluise Fleißer: Bayerische Szene: Der starke Stamm (Frau Gruber, Hebamme) – Bearbeitung und Regie: Edmund Steinberger
- 1979: Curt Hanno Gutbrod: Der Komödienstadel: Die Sache mit dem Feigenblatt (Theres, Hackls Haushälterin) – Regie: Olf Fischer
- 1979: Ludwig Anzengruber: Bayerische Szene: Der ledige Hof (Walburga, Kammleitnerin von Röhrmoos) – Regie: Olf Fischer
- 1980: Sebastian Goy: Und dennoch lebt man herzlich gern (1. – 3. Teil) (Frau Horgauer) – Regie: Heiner Schmidt
- 1981: Anton Maly: Der Komödienstadel: Schneesturm (Marie, Frau des Straßhoferbauern) – Regie: Olf Fischer
- 1981: Willy Stock: Der Komödienstadel: Spätlese oder Auch der Herbst hat schöne Tage (Kuni Meier, Haushälterin) – Regie: Olf Fischer
- 1981: Hermann Motschach: Starnie (2 Teile) – Regie: Herbert Lehnert
- 1981: Lena Christ: Bayerische Szene: Die Rumplhanni. Zum 100. Geburtstag von Lena Christ (Ödenhuaberin) – Regie: Michael Peter
- 1981: Ria Endres: Der Osterhasenzug (Oma) – Regie: Klaus Mehrländer
- 1982: Ödön von Horváth: Glaube, Liebe, Hoffnung (Irene Prantl) – Regie: Wolf Euba
- 1983: Martha Meuffels: Familie Loibl (10. Folge: Rosie blickt durch) (Kundin) – Redaktion und Regie: Michael Peter
- 1983: Martha Meuffels: Familie Loibl (16. Folge: Wie man sich bettet… so liegt man) (Ellen) – Redaktion und Regie: Michael Peter
- 1984: Georg Lohmeier: Königlich Bayerisches Amtsgericht (2. Folge: Der Leichenbitter) (Wirtin) – Redaktion und Regie: Michael Peter
- 1984: Oskar Maria Graf: Unruhe um einen Friedfertigen (1. Teil) (Heingeigerin) – Regie: Ulrich Heising
- 1984: Fritz Meingast: Ministergschpui (Nani) – Regie: Wolf Euba
- 1984: Lion Feuchtwanger: Erfolg (1. Teil: Justiz) – Regie: Hartmut Kirste
- 1985: Martha Meuffels: Anna und ihr Knödelparadies (1. Folge: Du bleibst da, und ich geh’ fort) (Frau Ostermeier) – Regie: Michael Peter
- 1985: Martha Meuffels: Anna und ihr Knödelparadies (8. Folge: Das Glück kommt selten von allein, man muß dafür auch tätig sein) (Frau Ostermeier) – Regie: Michael Peter
- 1986: Fritz Meingast: Das bayerische Wundertheater (Weib) – Regie: Jörn van Dyck
- 1987: Susanne Nawrath: Die Schützenliesl (Frau 2) – Regie: Gustl Weishappel
- 1997: Richard Huelsenbeck: Azteken oder die Knallbude (Mutter) – Bearbeitung und Regie: Ulrich Gerhardt
- 1997: Fitzgerald Kusz: Letzter Wille (Olga Wolz) – Regie: Michael Peter
- 2000: Bernd Grashoff: Der Nibelungen Mord (2 Teile) (Maria als alte Frau) – Bearbeitung und Regie: Martina Boette-Sonner (Original-Hörspiel)